# District de Saint-Dié
Le district de Saint-Dié est une ancienne division territoriale française du département des Vosges de 1790 à 1795.
Il était composé des cantons de Saint Dié, Bertrimoutier, Fraize, Hurbach, Nompatelize, Raon, Sâales et Saint Leonard.

## Galerie

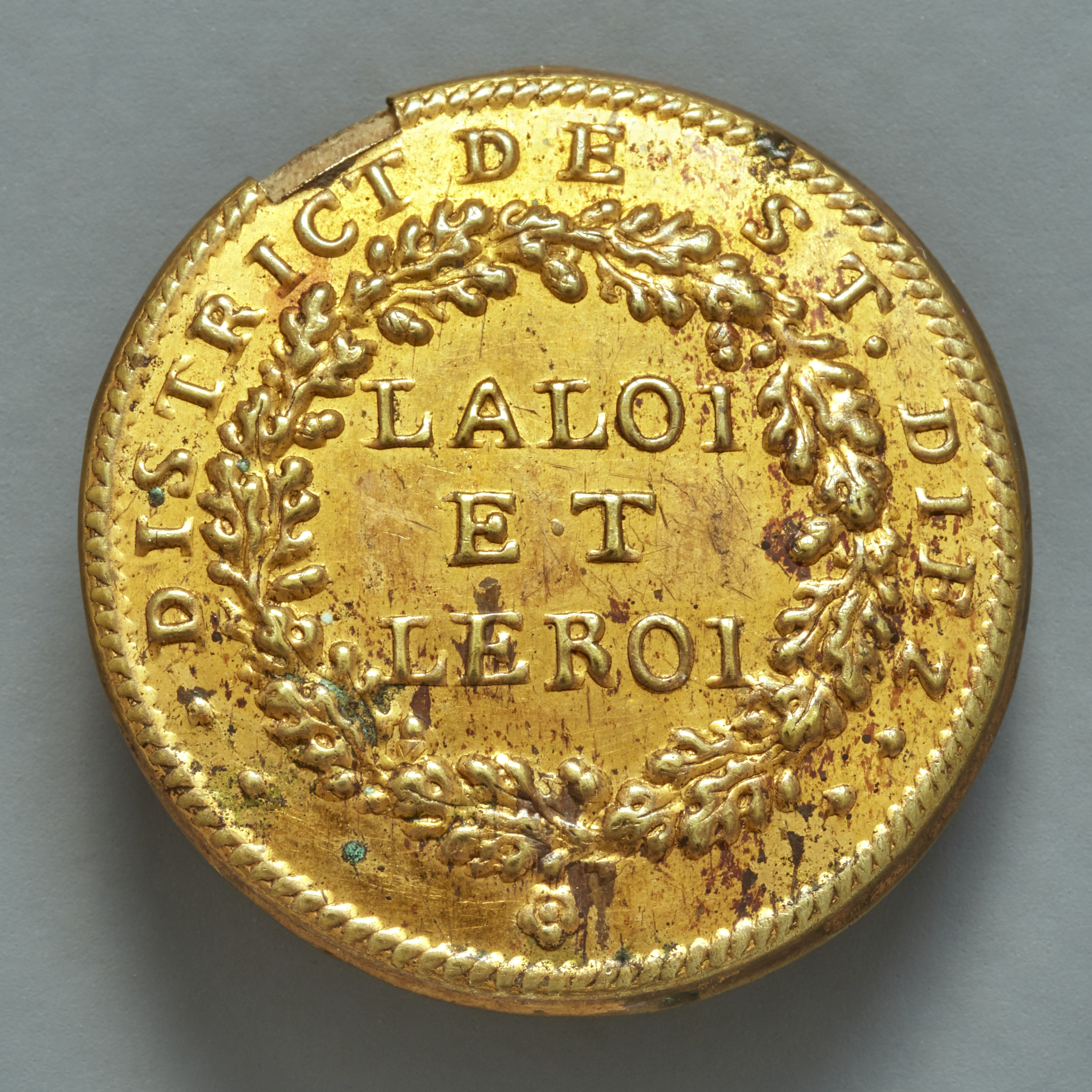
Bouton (musée Carnavalet) :  DISTRICT DE ST. DIEZ